# Амзас (приток Томи)
Амзас — река в России, протекает по Междуреченскому району Кемеровской области.
Устье реки на высоте 354 м над уровнем моря находится в 723 км по правому берегу реки Томь. Длина реки составляет 18 км.

## Притоки
- 1 км: Малый Амзас (пр)
- Алгуй (лв)
- Весёлый 1-й (пр)
- Весёлый 2-й (пр)
- Глухариный (пр)
- Чистайга (пр)

## Данные водного реестра
По данным государственного водного реестра России относится к Верхнеобскому бассейновому округу, водохозяйственный участок реки — Томь от истока до города Новокузнецк, без реки Кондома, речной подбассейн реки — Томь. Речной бассейн реки — (Верхняя) Обь до впадения Иртыша.